# La Délivrance (Guillaume)
Pour les articles homonymes, voir Délivrance.
La Délivrance est une statue en bronze d'Émile Guillaume réalisée en France en 1914. Elle représente une femme nue brandissant une épée vers le ciel, et a été conçue comme monument commémoratif, initialement intitulé La Victoire, lors de la Première Guerre mondiale.
L'installation d'un exemplaire à Nantes, en 1927, près du Monument aux morts 1914-1918, a suscité une polémique qui a conduit à une action de détérioration de l’œuvre ; réinstallée dans le square du Maquis-de-Saffré en 1937, puis mise à l'abri en 1942, elle est de nouveau installée de 1987 à 2018 près de l'hôtel de région des Pays de la Loire, avant de reprendre la place qu'elle occupait entre 1937 et 1942.

## Description
La Délivrance est une statue représentant une femme nue, dressée sur la pointe des pieds, jambe droite en avant, les bras et le visage tendus vers le ciel. Elle tient dans la main droite un glaive pointé vers le haut. Elle repose sur un socle en forme de demi-sphère. Œuvre d'Émile Guillaume réalisée en 1914 et intitulée à l'origine La Victoire, elle est choisie en 1919 par le journal Le Matin pour être reproduite en onze exemplaires de bronze doré, sous le nom de La Délivrance, par les fondeurs de la fonderie Barbedienne.

## Historique

### DeLa VictoireàLa Délivrance
Après la Première bataille de la Marne, le sculpteur français Émile Guillaume réalise La Victoire. Dans son édition du 17 octobre 1919, le journal Le Matin annonce qu'il a commandé à la maison de fonderie Barbedienne la réalisation en bronze de onze exemplaires de l’œuvre, rebaptisée La Délivrance, toutes de tailles différentes puisqu'elles varient entre 1,10 mètre et 2,60 mètres. Ils doivent être remis à onze villes ayant subi l'occupation allemande. Le journal présente la liste des villes ayant « accepté l'offre » : Amiens, Bruxelles, Colmar, Liège, Lille, Metz, Reims, Mézières, Saint-Quentin, Strasbourg et Verdun.

### Exemplaire lillois puis nantais
La première cité à recevoir la statue est Lille, le journal Le Matin annonce que l’œuvre sera remise à la ville le 19 octobre 1919. Installée au jardin Vauban (quartier Vauban Esquermes), la statue est au centre de la cérémonie du 1er anniversaire de la libération de la ville, le 21 octobre 1919, mais, pour des « raisons esthétiques », elle est par la suite stockée au palais Rameau.
La municipalité de Nantes, après avoir fait élever un Monument aux morts de la guerre de 1914-1918 à l'extrémité nord du cours Saint-André, où les noms de 5 832 soldats nantais disparus figurent en lettres d'or sur des plaques de marbre, souhaite dresser une statue attenante, pour réaliser une symétrie avec le monument de la guerre de 1870 situé à l'extrémité sud du cours Saint-Pierre. Lors de la séance du conseil municipal du 9 mai 1927, l'achat de La Délivrance est acceptée dans ce but. Le 17 juillet suivant, l'inauguration a lieu en présence du maire, Paul Bellamy, et du ministre de la Guerre, Paul Painlevé.

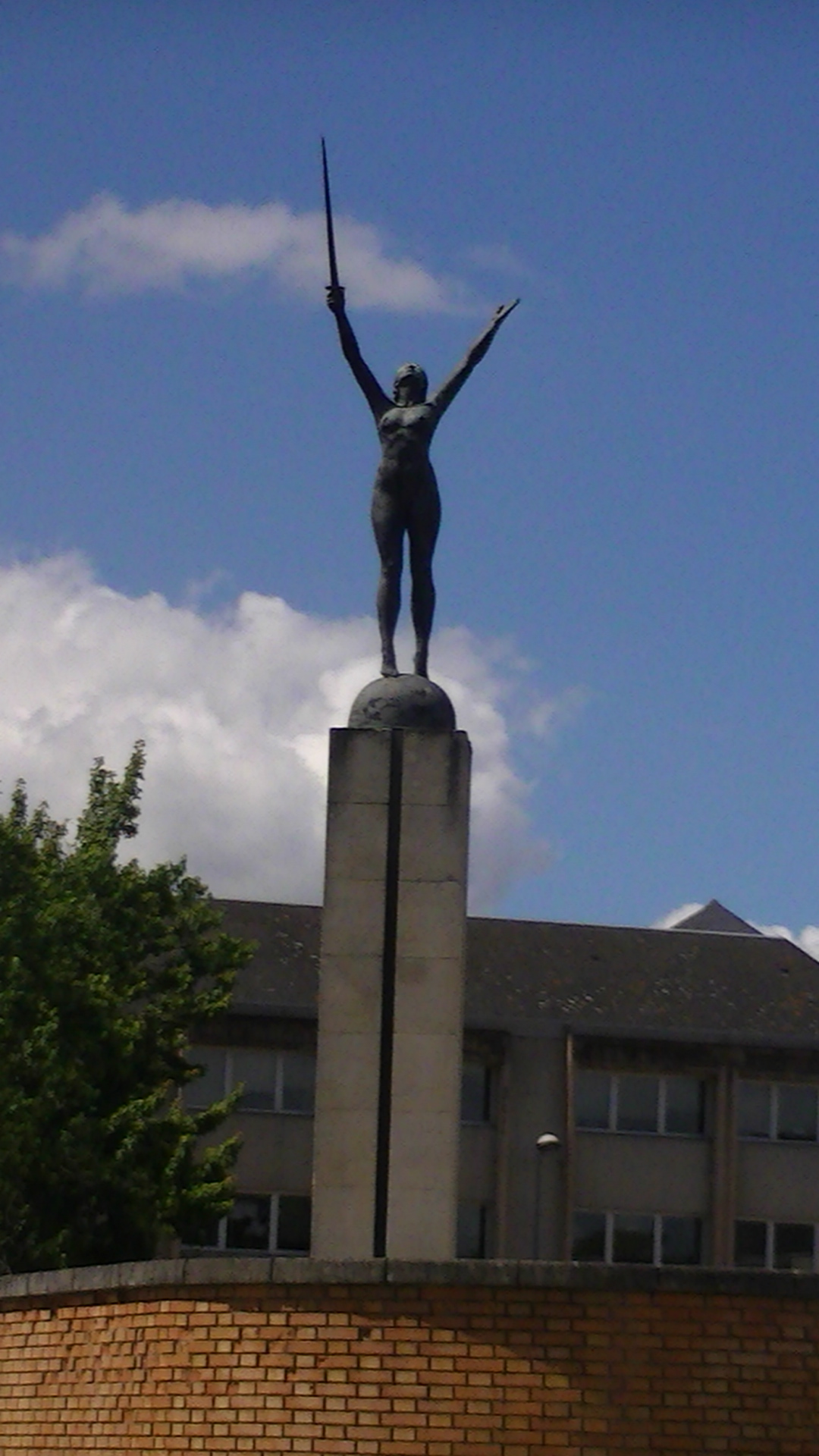
L'exemplaire de la statue à Nantes fut placé de 1987 à 2018 près de l'hôtel de région dans le square de la Délivrance.

À partir du 19 juillet, la droite locale, au travers de journaux comme l’Écho de la Loire ou Le Phare de la Loire, mène une virulente campagne contre la statue, jugée indécente, la femme représentée étant nue et tournant alors le dos aux tables mémoriales,,. En août, deux agents de police sont alors postés en faction pour protéger la statue d'un attentat, mais, dans la nuit du 10 au 11 novembre, celle-ci est abattue et endommagée par un commando de 17 vandales. C'est cette fois la presse de gauche qui s'enflamme, notamment Le Populaire, défenseur de l'œuvre. L'enquête aboutit à démasquer les 17 membres du commando issus des Jeunesses patriotes, organisation conservatrice, lesquels sont condamnés à de la prison avec sursis et à une amende.
Le 28 mai 1934, le conseil municipal conduit par Léopold Cassegrain soumet le projet de remettre en place la statue. La proposition est acceptée, avec 15 voix pour (dont celles du maire, d'Ernest Dalby, d'Alexandre Fourny et d'Auguste Pageot, le futur maire), 14 voix contre et 5 abstentions. La statue est érigée le 26 octobre 1937, sur un piédestal de granit de 6 mètres de haut, à une centaine de mètres de son emplacement initial, dans le square Saint-André (actuel square du Maquis-de-Saffré).
En 1942, sous l'occupation allemande lors de la Seconde Guerre mondiale, la statue est de nouveau déposée, devant la menace d'une réquisition pour en récupérer le métal. Finalement entreposée dans un chantier du quartier de la Moutonnerie (près de la manufacture des tabacs), elle est restaurée en 1980, le sculpteur Douillard lui restituant les bras ensuite fondus par MM. Douet, Heuz, Bertrand et Flasquin.
En 1987, à la demande d'Olivier Guichard, président du conseil régional des Pays de la Loire, la municipalité Chauty l'installe à l'extrémité est du square qui porte ainsi le nom de square de la Délivrance, situé sur la partie amont de l'île de Nantes, à l'angle sud-est de l'hôtel de région. Depuis, à la suite de nombreuses démarches effectuées en 2013 auprès de la mairie, notamment par André Burgaudeau, ancien conseiller municipal sous la municipalité Chenard, la Ville de Nantes décide de programmer le retour de la statue dans le square du Maquis-de-Saffré pour le 11 novembre 2018, c'est-à-dire pour le centenaire de l'armistice de 1918,. La statue rénovée est ré-érigée le 8 novembre 2018 sur le piédestal quelle occupa de 1937 à 1942, cette fois-ci tournée face aux tables mémoriales du monument aux morts et non plus lui tournant le dos.

### Autres exemplaires
En 2008, la Ville de Nantes a acquis aux enchères, pour la somme de 21 000 €, un exemplaire de La Délivrance, en bronze, dédié et offert à Aristide Briand lorsqu'il était président du Conseil des ministres. Sur le socle est gravée l'inscription « Aux armées alliées à tous ceux qui auront servi leur patrie et l'Humanité ». Cette réplique est, depuis, conservée à Nantes au château des ducs de Bretagne.
Une autre statue est installée devant la mairie de Chéroy dans l'Yonne en France,.
Un exemplaire se trouve en Angleterre, dans le quartier de Finchley (district de Barnet à Londres). Achetée par Harold Harmsworth en 1920, elle est inaugurée en octobre 1927 par le premier ministre David Lloyd George, et est considérée comme une des plus intéressantes œuvres en plein air du pays.
L'exemplaire de la Ville de Metz, offerte le 12 novembre 1919, entre dans les collections du musée de la ville le 22 mars 1927. Déplacée de Metz, elle est finalement ré-érigée sur un nouveau piédestal près du club de natation de Longeville-lès-Metz, où elle a disparu entre le 26 mars et le 9 avril 2020.

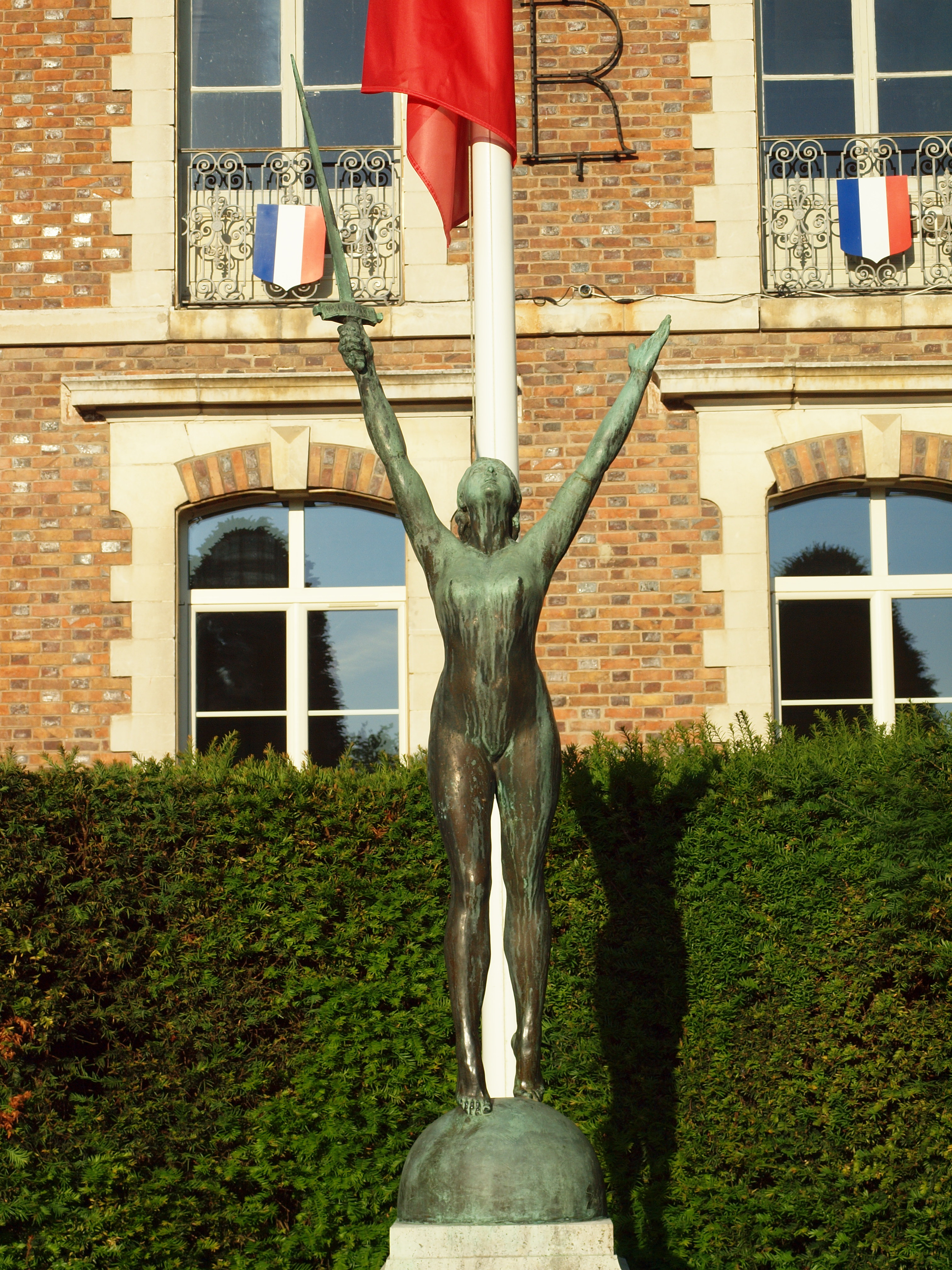
L'exemplaire de Chéroy (Yonne).
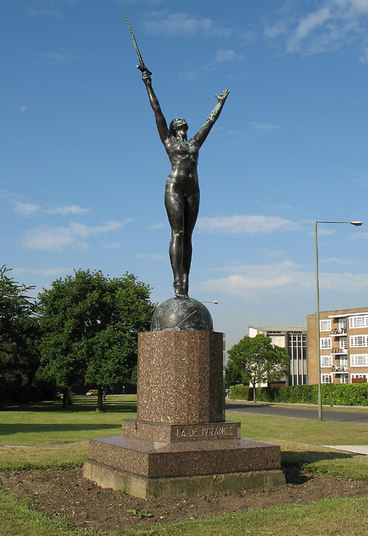
L'exemplaire de Finchley (Londres).